# Isole Cook
Le isole Cook, ufficialmente Commonwealth delle Isole Cook, sono un'area non incorporata della Nuova Zelanda, costituita da un arcipelago di 15 piccole isole nell'oceano Pacifico meridionale (Polinesia) con una superficie complessiva di 240 km² e una popolazione di 13 328 abitanti. Le lingue ufficiali sono l'Inglese e il Māori delle isole Cook.
Il territorio marittimo ha invece una superficie complessiva di circa 2,2 milioni di km². Sono una democrazia parlamentare, dotata di autogoverno e, dal 1965 sono in libera associazione con la Nuova Zelanda: secondo lo statuto possono divenire del tutto indipendenti in qualsiasi momento con un atto unilaterale. La difesa è gestita dalla Nuova Zelanda, con obbligo di consultazione e su richiesta del governo locale. La politica estera è condotta indipendentemente, soprattutto dopo l'adozione di una politica isolazionistica e non allineata da parte della Nuova Zelanda a partire dagli anni ottanta.
Esistono due porti (Avarua e Avatiu) e sei piccoli aeroporti. Ci sono 187 km di strade, solo per 35 km asfaltate.
Il turismo è la principale risorsa economica delle isole, insieme alle banche offshore e alla produzione di perle, prodotti marini e frutti tropicali. Un tipico prodotto artigianale è costituito dalle tivaevae, ovvero tipiche coperte decorate.

## Storia
Abitate già dal 1000 a.C. da popolazioni polinesiane, i primi europei a visitarle furono gli spagnoli dell'esploratore Álvaro de Mendaña e poi spesso visitate dal Capitano James Cook nel suo secondo e terzo viaggio nei tragitti tra le isole Tonga e Tahiti. Il nome Isole Cook deriva da una cartina di navigazione russa dei primi anni del Novecento, in onore al famoso Comandante. Aitutaki fu visitata per la prima volta da William Bligh (alla guida del Bounty). Rarotonga non fu mai visitata da Cook. La prima visita registrata in Rarotonga è dovuta a una nave commerciale in sosta per rifornimenti. Parte dell'equipaggio fu uccisa e la moglie del comandante fu mangiata.
Il Capitano Cook giunse due volte alle isole nel 1773 e nel 1777, dando a esse il nome Isole Hervey e rivendicandole per la corona britannica. Divennero un protettorato britannico nel 1888 e passarono quindi alla Nuova Zelanda nel 1901. Rimasero un protettorato neozelandese fino al 1965 e in seguito hanno assunto l'attuale forma di autogoverno. Sono de facto largamente indipendenti, ma ufficialmente sono ancora considerate sotto la sovranità della Nuova Zelanda.
L'11 giugno 1980 è stato firmato un trattato con gli Stati Uniti d'America, con il quale si sono definiti i confini marittimi tra le isole Cook e le Samoa Americane, con il quale gli statunitensi hanno inoltre rinunciato alle loro pretese sulle isole Penrhyn, Pukapuka, Manihiki, e Rakahanga, delle isole Cook settentrionali.

## Arte
La popolazione locale raggiunse un buon livello nella produzione di sculture di pietra, caratterizzate dal "dio-bastone", elemento scultoreo-decorativo. Generalmente la produzione scultorea lignea, dalle case alle canoe conferma il raggiungimento di linee equilibrate e plasticità armoniosa.

## Economia
Per la bassa imposizione fiscale attuata e, in particolare, per l'assenza di norme e misure restrittive di controllo sul versante delle transazioni finanziarie, le Isole Cook sono annoverate tra i cosiddetti "paradisi fiscali". Infatti, insieme a Filippine, Belize, Liberia, Isole Marshall, Montserrat, Nauru, Niue, Panama, Vanuatu, Brunei, Costa Rica, Guatemala e Uruguay, sono fra le 14 giurisdizioni che, in base al Rapporto del giugno 2010 dell'Organizzazione con sede a Parigi, ancora figurano nella cosiddetta lista grigia dell'OCSE sotto la voce paradisi fiscali e centri finanziari. Anche il sistema fiscale italiano, col Decreto Ministeriale 04/05/1999, le ha inserite tra gli Stati o Territori aventi un regime fiscale privilegiato, cosiddetta lista nera, ponendo quindi limitazioni fiscali ai rapporti economico-commerciali che si intrattengono tra le aziende italiane ed i soggetti ubicati in tale territorio.

## Geografia
Le isole sono suddivise in due sottogruppi:
- Isole Cook meridionali
  - Aitutaki
  - Atiu
  - Mangaia
  - Manuae
  - Mauke
  - Mitiaro
  - Rarotonga, dove si trova la capitale (Avarua)
  - Takutea
- Isole Cook settentrionali
  - Manihiki
  - Nassau
  - Palmerston
  - Penrhyn o Tongareva
  - Pukapuka
  - Rakahanga
  - Suwarrow o Suvorov

## Religione
La maggior parte della popolazione è cristiana protestante.

## Sport
Lo sport maggiormente praticato è il rugby a 13.

### Calcio
La nazionale calcistica ha esordito nel 1970 ed è affiliata a OFC e alla FIFA. Ha partecipato due volte alla Coppa d'Oceania, nel 1998 e nel 2000. L'organo calcistico nazionale è la Cook Islands Football Association, abbreviata CIFA.